# أوبا
أوبا (بالإنجليزية: Ubá)‏ هي مدينة، وبلدية في البرازيل، تتبع ميناس جرايس، بلغ عدد سكانها 113300 نسمة، في 2016، تبلغ مساحتها 407.452 كيلومتر مربع.

## الموقع
تشترك في الحدود مع:
- Dores do Turvo [الإنجليزية]‏
- Piraúba [الإنجليزية]‏
- Divinésia [الإنجليزية]‏
- Senador Firmino [الإنجليزية]‏
- Rodeiro, Minas Gerais [الإنجليزية]‏
- Tocantins, Minas Gerais [الإنجليزية]‏.

## المناخ
يظهر الجدول التالي التغييرات المناخية على مدار السنة لأوبا:
| البيانات المناخية لـأوبا          | البيانات المناخية لـأوبا | البيانات المناخية لـأوبا | البيانات المناخية لـأوبا | البيانات المناخية لـأوبا | البيانات المناخية لـأوبا | البيانات المناخية لـأوبا | البيانات المناخية لـأوبا | البيانات المناخية لـأوبا | البيانات المناخية لـأوبا | البيانات المناخية لـأوبا | البيانات المناخية لـأوبا | البيانات المناخية لـأوبا | البيانات المناخية لـأوبا |
| الشهر                             | يناير                    | فبراير                   | مارس                     | أبريل                    | مايو                     | يونيو                    | يوليو                    | أغسطس                    | سبتمبر                   | أكتوبر                   | نوفمبر                   | ديسمبر                   | المعدل السنوي            |
| --------------------------------- | ------------------------ | ------------------------ | ------------------------ | ------------------------ | ------------------------ | ------------------------ | ------------------------ | ------------------------ | ------------------------ | ------------------------ | ------------------------ | ------------------------ | ------------------------ |
| متوسط درجة الحرارة الكبرى °م (°ف) | 32 (90)                  | 32 (90)                  | 32 (90)                  | 29 (84)                  | 28 (82)                  | 26 (79)                  | 27 (81)                  | 28 (82)                  | 29 (84)                  | 29 (84)                  | 30 (86)                  | 31 (88)                  | 29 (85)                  |
| المتوسط اليومي °م (°ف)            | 26 (79)                  | 26 (79)                  | 26 (79)                  | 23 (73)                  | 21 (70)                  | 19 (66)                  | 19 (66)                  | 21 (70)                  | 22 (72)                  | 24 (75)                  | 22 (72)                  | 23 (73)                  | 23 (73)                  |
| متوسط درجة الحرارة الصغرى °م (°ف) | 22 (72)                  | 22 (72)                  | 21 (70)                  | 19 (66)                  | 16 (61)                  | 14 (57)                  | 14 (57)                  | 15 (59)                  | 17 (63)                  | 19 (66)                  | 21 (70)                  | 21 (70)                  | 18 (65)                  |
| الهطول مم (إنش)                   | 241 (9.5)                | 181 (7.1)                | 177 (7.0)                | 56 (2.2)                 | 30 (1.2)                 | 10 (0.4)                 | 23 (0.9)                 | 15 (0.6)                 | 48 (1.9)                 | 99 (3.9)                 | 198 (7.8)                | 203 (8.0)                | 1٬281 (50.5)             |
| المصدر: The Weather Channel       |                          |                          |                          |                          |                          |                          |                          |                          |                          |                          |                          |                          |                          |

## أعلام
- آري باروسو
- فرانسيسما ماريوكا دي أوليفيرا
- ماورو مندونسا
- نيلسون نيد